# Weekend (britisk film fra 2011)
|  | For alternative betydninger, se Weekend (flertydig) |
Weekend er et britisk romantisk drama fra 2011, instrueret af Andrew Haigh og med Tom Cullen og Chris New i hovedrollerne.

## Handling
Efter en nat i byen med sine hetero-venner smutter Russell (Tom Cullen) forbi en bøssebar på vejen hjem. Her scorer han Glen (Chris New), som næste morgen spørger, om han må interviewe Russell til et kunstprojekt. Som weekenden skrider frem, udforsker Russell og Glen nysgerrigt byen og hinanden.

## Medvirkende
- Tom Cullen          – Russell
- Chris New           – Glen
- Kieran Hardcastle   – Sam
- Sarah Churm         – Helen
- Vauxhall Jermaine   – Damien
- Martin Arrowsmith   – Martin
- Laura Freeman       – Jill
- Jonathan Race       – Jamie
- Steve Blackman      – "Hetero-mand i baren"
- Jonathan Wright     – Johnny
- Loreto Murray       – Cathy
- Julius Metson Scott – Paul
- Joe Doherty         – Justin